# سيث كينغ
سيث كينغ (بالإنجليزية: Seth King)‏ (14 فبراير 1897 في المملكة المتحدة - 8 فبراير 1958 بلي في المملكة المتحدة) هو لاعب كرة قدم بريطاني (وحمل سابقاً جنسية المملكة المتحدة لبريطانيا العظمى وأيرلندا) في مركز الدفاع. لعب مع أولدهام أثلتيك وشيفيلد يونايتد وهدرسفيلد تاون وPenistone Church F.C. ‏ ودنابي يونايتد.